# Fântâna Cadânei
Fântâna Cadânei este o fântână de lângă localitatea Lipnic, Raionul Ocnița, Republica Moldova. Conform tradiției locului păstrată de-a lungul secolelor, de lângă această fântână a început bătălia de la Lipnic din 1469 (sau 1470, după alte surse) în care Ștefan cel Mare i-a înfrânt pe tătarii de pe Volga ai Hanului Mamac.
Datând cel puțin din secolul al XV-lea, fântâna a fost reabilitată de câteva ori de-a lungul timpului. În 1970, Fântâna Cadânei și spațiul adiacent au fost incluse în Registrul Monumentelor Republicii Moldova ocrotite de stat, sub numărul 1754 („Câmpul de luptă a lui Ștefan cel Mare cu tătarii”). Înainte de renovarea din 2014, fântâna se afla în stare avansată de degradare, apa nu mai era potabilă, iar lemnul de la fântână era putrezit.

## Legende
Potrivit unei legende, o fată frumoasă din localitate era urmărită de un turc pentru a o duce în haremul său și a o face cadână. Vrând să scape de urmărire, fata s-a aruncat în fântâna care de atunci se cheamă Fântâna Cadânei. Conform altei legende, înainte de a se face fântâna, pe locul ei era un izvor la care veneau doi îndrăgostiți. O cadână din haremul unui turc care stăpânea aceste pământuri i-a omorât pe cei doi tineri. Ulterior, regretând fapta, cadâna a ridicat pe acest loc o fântână.

## Măsuri de renovare
Ultima renovare a Fântânii Cadânei a avut loc în 2014, când complexul a fost renovat din banii strânși în cadrul unei campanii publice de colectare de fonduri ce a fost derulată în lunile iulie și august ale anului respectiv.
Lucrările la reconstrucția din 2014 s-au derulat în luna septembrie, potrivit proiectului elaborat de arhitectul Teodor Naval și biroul Oldarchitecture. Piatra pentru complexul de la Fântâna Cadânei a fost cioplită de meșterul popular Ion Lozan.
Fântâna Cadânei reconstruită a fost inaugurată pe 27 septembrie 2014.